# Trissolcus simoni
Trissolcus simoni är en stekelart som först beskrevs av Mayr 1879.  Trissolcus simoni ingår i släktet Trissolcus, och familjen gallmyggesteklar. Arten är reproducerande i Sverige.